# Calgary Flames
Els Calgary Flames són un equip professional d'hoquei sobre gel canadenc de la ciutat de Calgary (Alberta). L'equip juga a la National Hockey League a la Divisió Nord-oest de la Conferència Oest.
L'equip té la seu al pavelló Scotiabank Saddledome de 17.000 espectadors i juga amb jersei vermell i pantalons negres a casa, i amb jersei blanc i pantalons negres a fora, també utilitza franges negres i daurades. Mantenen una forta rivalitat amb els Edmonton Oilers, l'altre equip d'Alberta que juga en aquesta lliga.

## Història

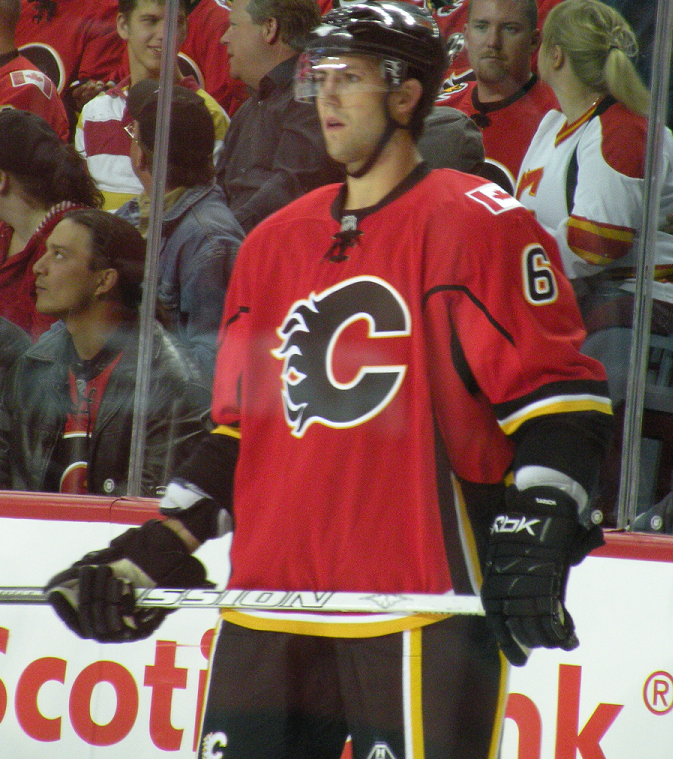
Equipació dels Calgary Flames

L'equip fou fundat el 1972 com els Atlanta Flames de la ciutat d'Atlanta, la franquícia es va traslladar el 1980 a la seva ciutat actual, Calgary. La seva millor època va ser entre els anys 1985 i 1990 guanyant una Stanley Cup a la temporada 1988-89 guanyant als Montreal Canadiens a la final, i es van venjar de la final del 1985-86 que van caure derrotats per aquest equip. També va guanyar el Trofeu dels Presidents (President's Trophy) al millor equip de la lliga regular a les temporades 1987-88 i 1988-89, i sis campionats de divisió els anys 1988, 1989, 1990, 1994, 1995 i 2006.
El 2003-04 van guanyar a tres campions de divisió: Vancouver Canucks (Nord-oest), Detroit Red Wings (Central) i San Jose Sharks (Pacífic), i van aconseguir ser campions de la Conferència Oest. Els Flames van poder arribar a la final de la Copa Stanley del 2004, però van perdre amb els Tampa Bay Lightning en una ajustada final que es va decidir en l'últim partit. Tot i la derrota, 30.000 aficionats es van apropar per rebre l'equip. A la temporada 2005-06 els Flames només van aconseguir ser campions de divisió.

## Palmarès
Stanley Cup:1
- 1988-89

Clarence S. Campbell Bowl (Campionat de Conferència): 3
- 1985-86, 1988-89, 2003-04

Trofeu dels Presidents: 2
- 1987-88, 1988-89

Campionats de Divisió. 6
- 1987-88, 1988-89, 1989-90, 1993-94, 1994-95, 2005-06